# Casa Salze (la Vall de Boí)
La Casa Salze és una obra de la Vall de Boí (Alta Ribagorça) protegida com a Bé Cultural d'Interès Local.

## Descripció
Casa amb paller i estable adossats. Aquest formen una gran estructura de pedra amb part superior -sota teulada- oberta i de fusta.
L'edifici, amb coberta a doble vessant, té tres pisos d'alçada, i balconada al segon pis. Cal remarcar la presència de llucanes.